# Hasta la raíz (canción)
«Hasta la raíz» es una canción de la cantante y compositora mexicana Natalia Lafourcade, compuesta y musicalizada por la propia Lafourcade y Leonel García, e incluida originalmente en el quinto álbum de estudio de Lafourcade, que lleva el mismo nombre. El tema se publicó el 6 de enero de 2015 para su descarga en tiendas digitales, convirtiéndose en el primer corte promocional del álbum, así como en la primera canción inédita liberada por Lafourcade desde su álbum de 2010, Hu Hu Hu. El tema marca también el regreso de Lafourcade después de un periodo de descanso posterior a la producción, lanzamiento y gira promocional de su álbum Mujer divina. Homenaje a Agustín Lara, que fue lanzado en 2012.

## Producción

### Antecedentes
En 2010, Natalia Lafourcade se unió a la directora de orquesta mexicana Alondra de la Parra en el álbum Travieso Carmesí, un proyecto musical creado para celebrar el Bicentenario de México. Lafourcade analizó el catálogo del cantautor mexicano Agustín Lara y decidió grabar un álbum tributo con sus canciones, ya que la cantante quería darse la oportunidad de interpretar canciones escritas por otra persona. En 2014, Lafourcade quería encontrar un equilibrio entre el corazón, la mente y el cuerpo, y viajó a Veracruz, Colombia y Cuba, en busca de inspiración para escribir música nueva. El álbum Hasta la Raíz es el sexto álbum de estudio de Lafourcade y es su primer álbum de material original en seis años, desde Hu Hu Hu (2009) y fue producido por el músico argentino Cachorro López, el cantautor mexicano Leonel García y ella misma después de que otro productor discográfico pidiera excesivas cantidades de dinero para participar en el proyecto. La versión del álbum de la canción se lanzó como descarga digital el 6 de enero de 2015 y una nueva versión titulada «Canova's Root Version» se puso a la venta el 19 de mayo del mismo año. Lafourcade incluyó la canción en el extended play Live Spotify Sessions. «Hasta la Raíz» aparece en la edición italiana de la serie de álbumes Now Summer Hits 2015.

### Composición y grabación
Lafourcade superó el bloqueo del escritor, pero sintió que las canciones que escribió eran demasiado similares en comparación con sus álbumes anteriores, por lo que buscó inspiración en el repertorio de Lara y su país natal, México.
Musicalmente, la cantante quería simplicidad. Lafourcade se obligó a escribir «sin juicio», grabando notas de voz en su teléfono durante el proceso. La cantante también se inspiró en el trabajo de compositores latinoamericanos como Simón Díaz, Violeta Parra, Mercedes Sosa, Chavela Vargas y Caetano Veloso. Mientras grababa demos, Lafourcade se dio cuenta de que las canciones eran más directas y emotivas que su trabajo anterior. El proceso de escritura tardó tres años en completarse, lo que resultó en aproximadamente 30 canciones, de las cuales la cantante seleccionó «las más fuertes», como el álbum era sobre su vida personal y quería grabar lo mejor del grupo para representarlo, «más que hacer un álbum, quería tener canciones ... canciones que pudieran sostenerse por sí mismas».
La canción fue compuesta y musicalizada por Natalia y el cantante mexicano Leonel García, ya que Lafourcade quería experimentar con otros compositores en su música y se hicieron amigos mientras trabajaban en su álbum Mujer Divina y en Todas Mías (2012) de García. La canción aborda temas de amor y del reencuentro de uno mismo, de la esencia, las raíces y el alma. En palabras de Natalia:

«Todos tenemos esa misma fuerza, esas raíces que nos sostienen y aunque nuestro árbol crezca muy grande, están ahí, existen».

García tuvo una idea sobre la canción y terminaron separados la música. Lafourcade se refirió a esta colaboración como «mágica», donde dijo que esta canción es un himno a la fuerza humana, sin olvidar nuestras raíces: «Salió de una conversación sobre mantener un sentido de conexión con el lugar de donde vienes». García tocó un riff de huapango, y Lafourcade comenzó a cantar mientras el productor Cachorro López grababa todo, y el resultado final es de esa sesión.

### Vídeo musical
El vídeo audio de la canción fue lanzado en su VEVO oficial el 6 de enero de 2015 alternado con el lanzamiento en descarga digital. También se lanzó dos días después un microdocumental sobre la canción con una duración de cuatro minutos y dos segundos. El cual fue grabado en Los Cabos, México; Texas, Estados Unidos y en Ciudad de México en donde Natalia explica la producción de la canción al igual que del álbum. Aparece Leonel García, el productor argentino Cachorro López y varios de los músicos que participaron en la musicalización de la canción.
El videoclip se estrenó el 14 de abril de 2015 a través de su cuenta VEVO oficial. Para este video Natalia Lafourcade realizó una convocatoria a través de sus redes sociales y página oficial, para que a través de un concurso sus seguidores pudieran participar en la realización de este. El videoclip tiene la particularidad de estar grabado en un plano secuencia.

## Recepción

### Crítica
Después de su lanzamiento, «Hasta la Raíz» recibió críticas positivas por parte de la prensa especializada. Luis Romero, de Televisa Espectáculos y del sitio web Coffee and Saturday, estuvo de acuerdo en que la canción mantiene un estilo musical similar a su álbum anterior, Mujer Divina, con la influencia de Agustín Lara siendo evidente.  Lafourcade interpretó la canción en los Premios Grammy Latinos de 2015, donde ganó a «Grabación del año», «Canción del año» y «Mejor canción alternativa».

## Lista de canciones
- Descarga digital[1]

1. «Hasta la raíz» – 3:41

## Posicionamiento en las listas

### Semanales
| Argentina      | Monitor Latino                   | 1   |
| Bolivia        | Bolivia Songs                    | 16  |
| Chile          | Chile Single Chart               | 27  |
| Estados Unidos | Latin Pop Songs                  | 17  |
| Estados Unidos | Latin Pop Digital Songs          | 14  |
| Italia         | FIMI                             | 4   |
| México         | Billboard México Airplay         | 27  |
| México         | Billboard México Español Airplay | 9   |
| México         | Billboard Mexico Songs           | 11  |
| México         | Monitor Latino                   | 5   |
| México         | Top 150 Stream                   | 59  |
| Venezuela      | Monitor Latino                   | 6   |
| Mundo          | Global 200                       | 188 |
| Mundo          | Global Excl. U.S.                | 142 |

## Certificaciones
| País           | Organismo certificador | Certificación              | Ventas certificadas | Ref.   |
| -------------- | ---------------------- | -------------------------- | ------------------- | ------ |
| México         | AMPROFON               | 5x Diamante+ Platino + Oro | 1 590 000           | [ 33 ] |
| España         | PROMUSICAE             | Platino                    | 60 000              | [ 34 ] |
| Estados Unidos | RIAA                   | Diamante (Latino)          | 600 000             | [ 35 ] |

## Otras versiones
«Hasta la raíz» ha sido versionada en múltiples ocasiones, convirtiéndose en la canción con más versiones de Natalia Lafourcade. Los artistas que la han interpretado son:
- Susana Zabaleta, para el álbum Como la Sal de 2017.
- Los Saviñón, para el álbum Pop a Capella de 2016.
- Carde, como sencillo de 2016.
- La Vimada Norteña, como sencillo en 2016.
- Corazón Serrano, en 2016.[36]
- Varios artistas en Song Across Latin America, un proyecto de CICR + Playing for Change, en 2020
- Marcelo Vizzarri, Ulises Eyherabide y Sergio Ramos en 2021